# أندي والر
أندي والر (25 سبتمبر 1959 بهراري في زيمبابوي - ) (بالإنجليزية: Andy Waller)‏ هو لاعب كريكت زيمبابوي.

## وصلات خارجية
- أندي والر على موقع إي آس بي آن كريك إنفو (الإنجليزية)